# 1e Leger (Canada)
Het Canadese Eerste Leger was de belangrijkste Canadese operationele eenheid in Europa gedurende de Tweede Wereldoorlog.
Het Leger werd gevormd begin 1942 als vervanger van een voorheen ongenummerd Canadees Legerkorps. Dit werd noodzakelijk omdat het toenemende aantal Canadese eenheden in het Groot-Brittannië vroeg om een reorganisatie tot twee korpsen. Tegen het einde van 1943 bestonden de Canadese eenheden in Groot-Brittannië uit drie infanteriedivisies, twee pantserdivisies en twee onafhankelijke gepantserde brigades. 

De eerste commandant van het 'Canadese 1e Leger' was generaal A.G.L. "Andy" McNaughton, die in 1944 vervangen werd door generaal H. D. G. "Harry" Crerar. Beiden hebben dienstgedaan in de Eerste Wereldoorlog als artillerie-officier bij het Canadese Korps.

## Geschiedenis

### Dieppe
Twee brigades van de Canadese 2e infanteriedivisie leidden de gedoemde Raid op Dieppe in 1942. Behalve dit akelige uitstapje was het Leger niet betrokken bij enige oorlogshandeling tot juli 1943.
In 1943 werden de Canadese 1e Infanteriedivisie, de Canadese 1e Pantserbrigade en de Canadese 5e Pantserdivisie toegevoegd aan het legerkorps wat zou beginnen aan de Italiaanse Veldtocht.

### Normandië

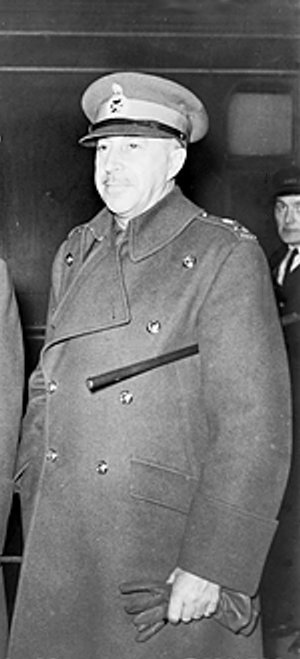
Generaal Crerar, commandant van het Canadese 1e Leger 1943-1945.

Begin 1944 werden de Canadese 3e Infanteriedivisie en de Canadese 2e Pantserbrigade toegevoegd aan het Britse 1e Korps om deel te nemen aan de aanvalsfase van de landing in Normandië. Het Canadese 2e Korps, van 29 januari 1944 tot 25 juni 1945 onder leiding van luitenant-generaal Guy Simonds, kwam begin juli 1944 aan in Normandië, evenals de Canadese 2e Infanteriedivisie. Het hoofdkwartier van het Canadese 1e Leger arriveerde pas midden juli in Normandië en aanvaardde op 23 juli 1944 haar bevelvoering te velde. De Canadese 4e Pantserdivisie arriveerde kort daarna.
Het Canadese 1e Leger kwam als eenheid voor het eerst in actie tijdens de Slag om Normandië waar het deelnam aan verschillende operaties, waaronder het sluiten van de Zak van Falaise. Na het bereiken van de Seine, het doelwit van de eerste fase van Operatie Overlord, trok het Leger langs de kust noordwaarts richting België. De Canadese 2e Infanteriedivisie trok begin september Dieppe binnen.

### Na Normandië
De uiterst belangrijke Slag om de Schelde, gelanceerd vanuit België, vond plaats in oktober en november. De opening van de Westerschelde kon alleen na zware, moeilijke en bloedige slagen om de Zak van Breskens, Woensdrecht, Zuid-Beveland en Walcheren voltooid worden. Maar hiermee werd de (geheel intacte) haven van Antwerpen bruikbaar voor de geallieerden en kon de aanval op de Siegfriedlinie geopend worden.
Het Canadese 1e Leger bezette de frontlinie langs de Maas van december tot februari. Begin februari werd Operatie Veritable (een onderdeel van de Slag om de Siegfriedlinie) gelanceerd waarmee de Siegfriedlinie open gebroken werd. In het begin van maart stond het Leger op de oevers van de Rijn.
In de laatste weken van de oorlog bevrijdde het Canadese 1e Leger de rest van Nederland van Duitse troepen. Geheel soepel ging dit echter niet en er werd zwaar slag geleverd in en rondom Groningen en Delfzijl.
Gedurende Operatie Goldflake waren de Canadese 1e Infanteriedivisie, de Canadese 5e Pantserdivisie en de Canadese 1e Pantserbrigade weer toegevoegd aan het Canadese 1e Leger, zodat voor het eerst het gehele Canadese 1e Korps en het Canadese 2e Korps ten strijde trok onder dezelfde commandant.

## Samenstelling
Het Canadese 1e Leger was een werkelijk Geallieerd Leger. Naast het eerder genoemde Canadese 2e Korps omvatte het Leger het Britse 1e Korps en de 1ste Poolse Pantserdivisie. Daarnaast maakten de volgende eenheden voor korte of langere tijd deel uit van het Leger: Timberwolf Division (Amerikaans), Belgische 1e Infanteriebrigade, Prinses Irene Brigade en de Tsjechoslowaakse 1e Pantserbrigade. Gedurende de laatste fase van de oorlog was het Canadese leger in Noordwest-Europa het grootste veldleger ooit dat onder commando stond van een Canadese generaal. De sterkte van het leger bedroeg zo'n 105.000 tot 175.000 Canadese soldaten. Inclusief soldaten van andere landen bedroeg de sterkte zo'n 200.000 tot 450.000 man.

## Slagorde
Canadese 1e Korps
- Canadese 1e Infanteriedivisie
- Canadese 1e Pantserbrigade
- Canadese 5e Pantserdivisie

Canadese 2e Korps
- Canadese 2e Infanteriedivisie
- Canadese 3e Infanteriedivisie
- Canadese 2e Pantserbrigade
- Canadese 4e Pantserdivisie
- Poolse 1e Pantserdivisie

Britse 1e Korps
- 6e Luchtlandingsdivisie (tot 3 september 1944)
- 49e (West Riding) Infanteriedivisie
- 51e (Hoogland) Infanteriedivisie (tot 19 december 1944)

## Battle Honours

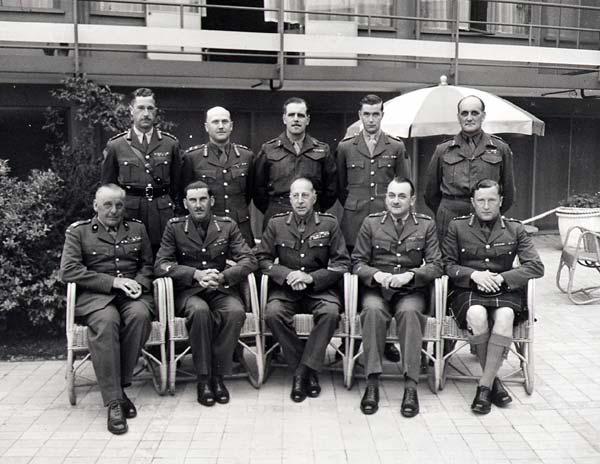
Generaals van het Canadese 1e Leger in Hilversum, op 20 mei 1945

Er is een groot aantal malen hard en heldhaftig gevochten door de Canadezen. Het leger heeft dan ook een groot aantal Battle Honours (vermeldingen van belangrijke of heldhaftige slagen) verzameld.
Een aantal Battle Honours die behaald zijn, zijn: Dieppe, Landingen in Normandië, De Schelde, Woensdrecht, Savojaards Plaats, Zak van Breskens, Zuid-Beveland, Kreekrakdam, Groningen, Wagenborgen, Zak van Delfzijl en Noordwest-Europa.

## Commandanten
- Generaal Andrew McNaughton (Commandant, begin 1942 - 21 december 1943)
- Generaal Kenneth Stuart (waarnemend commandant, 21 december 1943 - 20 maart 1944)
- Generaal Harry Crerar (Commandant, 20 maart 1944 - zomer 1945)
- Generaal Guy Simonds (waarnemend commandant in 1944 van 28 september tot 7 november)